# South Acomita Village
South Acomita Village est une census-designated place située dans le comté de Cibola, dans l’État du Nouveau-Mexique, aux États-Unis, à côté d'Acomita Lake. Sa population s’élevait à 105 habitants lors du recensement de 2010.

## Source
- (en) Cet article est partiellement ou en totalité issu de l’article de Wikipédia en anglais intitulé « South Acomita Village, New Mexico » (voir la liste des auteurs).

1. ↑  « Geographic Identifiers: 2010 Demographic Profile Data (G001): South Acomita Village CDP, New Mexico », U.S. Census Bureau, American Factfinder (consulté le 21 octobre 2014)